# Dan Campbell (Biathlet)
Daniel Alan Campbell (* 11. Juli 1978 in Minneapolis) ist ein früherer US-amerikanischer Biathlet.
Dan Campbell nahm 1997 in Forni Avoltri erstmals an einer Junioren-Weltmeisterschaft teil und wurde 16. im Einzel. Ein Jahr später lief er in Jericho im Einzel auf Rang 38 und wurde 23. im Sprint. Im Biathlon-Europacup startete er erstmals 1999 in Friedenweiler, wo er 59. im Sprint und siebter mit der Staffel wurde. Im Biathlon-Weltcup trat Campbell 2002 in Ruhpolding erstmals an. Im Sprint wurde er 87., mit der Staffel 12. 
Anschließend startete er bei den Olympischen Winterspielen 2002 in Salt Lake City und erreichte den 76. Platz im Einzel und gemeinsam mit Jeremy Teela, Jay Hakkinen und Lawton Redman Platz 12 im Staffelrennen. Weitere Einsätze im Welt- und Europacup folgten 2003, darunter als bestes Europacup-Resultat ein 16. Platz im Verfolgungsrennen von Forni Avoltri. Nächstes Großereignis und Abschluss seiner internationalen Karriere wurde die Teilnahme an den Biathlon-Weltmeisterschaften 2003 in Chanty-Mansijsk. Im Einzel erreichte Campbell Platz 66, in Sprint und Verfolgung kam er auf Platz 44 und wurde zudem im Staffelrennen 17.
National und in Nordamerika lief Campbell auch weiterhin Biathlon-Rennen, darunter im Biathlon-NorAm-Cup. In der Saison 2008/09 gewann er in Itasca ein Sprintrennen. Bei den US-Meisterschaften verpasste Campbell als Vierter knapp eine Medaille, die er mit Silber hinter Russell Currier schließlich gewann.

## Biathlon-Weltcup-Platzierungen
Die Tabelle zeigt alle Platzierungen (je nach Austragungsjahr einschließlich Olympische Spiele und Weltmeisterschaften).
- 1.–3. Platz: Anzahl der Podiumsplatzierungen
- Top 10: Anzahl der Platzierungen unter den ersten zehn (einschließlich Podium)
- Punkteränge: Anzahl der Platzierungen innerhalb der Punkteränge (einschließlich Podium und Top 10)
- Starts: Anzahl gelaufener Rennen in der jeweiligen Disziplin

| Platzierung                    | Einzel | Sprint | Verfolgung | Massenstart | Staffel | Gesamt |
| ------------------------------ | ------ | ------ | ---------- | ----------- | ------- | ------ |
| 1. Platz                       |        |        |            |             |         |        |
| 2. Platz                       |        |        |            |             |         |        |
| 3. Platz                       |        |        |            |             |         |        |
| Top 10                         |        |        |            |             |         |        |
| Punkteränge                    |        |        |            |             | 3       | 3      |
| Starts                         | 3      | 2      | 1          |             | 3       | 9      |
| Stand: nach der Saison 2008/09 |        |        |            |             |         |        |